# Complement circumstanțial
În sintaxa tradițională, complementul circumstanțial (prescurtat CC) este o specie de complement format dintr-un ansamblu eterogen de subspecii definite în primul rând semantic. Conform definiției tradiționale, acestea exprimă diferite circumstanțe (împrejurări) de realizare a acțiunii, de producere a stării sau a calității.
Numărul de tipuri de CC poate fi diferit de la un autor la altul, în funcție de gradul de detaliere a descrierii semantice. Tot din cauza punctului de vedere semantic, unele tipuri de complemente se găsesc la unii printre cele circumstanțiale, la alții printre complementele indirecte, iarăși la alții, cel puțin unele tipuri apar fiecare separat, fără a constitui o clasă. Sunt în general acceptate drept complemente circumstanțiale cele de loc, de timp și de mod. Coteanu 1982 mai ia în seamă încă două: de cauză și de scop. După această gramatică, altele, considerate circumstanțiale de alți lingviști, pot fi considerate complemente indirecte. Bărbuță 2000 le mai adaugă trei celor luate în seamă de Coteanu 1982: condițional, concesiv și consecutiv. În această gramatică, complementele instrumental, sociativ, de relație, opozițional, cumulativ și de excepție apar fiecare separat. Grevisse și Goosse 2007 ia în seamă tot opt circumstanțiale, cele din Coteanu 1982, plus cele de măsură, condițional și concesiv. Menționează totodată că le reține numai pe cele pe care le consideră utile pentru studiul adverbelor și al propozițiilor subordonate, din cele 29 de tipuri pe care le număra ediția din 1980 a acestei gramatici, și că unele tipuri pot fi incluse în altele (de exemplu cel instrumental și cel sociativ în cel de mod). De asemenea, consideră că nu este util să se dea o denumire tuturor complementelor după sensul lor. Avram 1997 și Constantinescu-Dobridor 1998 tratează nouă circumstanțiale în plus față de cele din Coteanu 1982, incluzându-le și pe cele considerate nici indirecte, nici circumstanțiale de către Bărbuță 2000. Unii autori au propus și alte tipuri: CC de schimb, de progresie, de frecvență, de reciprocitate etc.
Maghiara este o limbă ale cărei gramatici tradiționale cuprind și ele tipuri de complemente ca cele de mai sus (în număr de opt în Kálmánné Bors și A. Jászó 2007, de exemplu), dar acestea nu formează o clasă de complemente ca cele considerate circumstanțiale în altele, ci sunt privite împreună cu cele care în alte gramatici sunt numite indirecte, fără ca în gramaticile maghiare să fie luată în seamă o specie numită asfel.

## Încercări structurale de definire a CC
În gramatici structualiste s-au încercat definiri ale CC pe baza unor trăsături structurale, de exemplu ca un complement exprimat printr-un adverb sau înlocuibil cu un adverb. Această viziune a fost adoptată și de unele gramatici tradiționale în esență, împreună cu termenul „complemente adverbiale” în loc de „circumstanțiale”, care continuă totuși să facă o tipologizare semantică a acestora.
Există caracterizări ale CC și prin comparație cu așa-numitele complemente de obiect, cel direct (CD) și cel indirect (CI).
Complementele de obiect reprezintă participanți integrați în ceea ce exprimă regentul, spre deosebire de CC. Acțiunea, de pildă, nu se exercită asupra CC (ca asupra CD), nici în legătură cu el (ca în legătură cu CI), ci, exprimând o împrejurare mai mult sau mai puțin externă regentului, este mai puțin legat de acesta. De exemplu, verbul a scrie poate avea tot felul de CC sau niciunul: Scriem (la școală / dimineața / ordonat) etc. De aceea sunt relativ rare verbele care pot fi folosite corect numai cu un CC (de pildă a locui).
În al doilea rând, față de acestea, prezența CC nu depinde de tranzitivitatea sau intranzitivitatea verbului său regent. Orice verb poate avea CC. De exemplu, un CC de timp ca săptămâna trecută poate avea regent tranzitiv (Vecinul a vândut casa săptămâna trecută) sau intranzitiv: A plecat săptămâna trecută.

## Regentul complementului circumstanțial
Acest complement poate fi subordonat mai multor părți de vorbire, dar nu toate tipurile de CC fiecăreia din acestea. Toate CC pot fi subordonate verbului, ex. Locuiește aici. Interjecția predicativă nu subordonează CC de cauză sau consecutiv, dar poate fi regentul altor CC, bunăoară al celui de timp: Iată acum alt exemplu. Adjectivul nu subordonează CC de scop, dar poate avea, de pildă, CC de cauză: bolnav de supărare. Adverbul este cel mai rar regent de CC, de exemplu al celui consecutiv: Experimentase destul pentru a-și verifica ipotezele. În unele gramatici se menționează ca regent și substantivul nume de acțiune, ex. hu  az iskolába járás „mersul la școală”.

## Părțile de vorbire care exprimă CC
Complementele circumstanțiale sunt exprimate prin diverse părți de vorbire. Frecvența lor de folosire depinde de specia lor, de tipul de CC exprimat și de limba considerată. Poate fi vorba de:
- adverb sau locuțiune adverbială: ro  Ieși afară!, Mai vino din când în când[7], hr  Išli smo lagano „(Noi) mergeam încet”[15];
- substantiv: ro  În ciuda insistențelor, n-am acceptat[7], fr  Il pleure de rage „Plânge de furie”[6];
- pronume: ro  Nu moare din asta[7], fr  Restez chez vous „Stați la voi acasă”[6];
- numeral: ro  Cheia nu era în primul sertar, dar am găsit-o în al doilea[7], hu  Hétkor találkozunk „Ne întâlnim la (ora) șapte”[16];
- verb la infinitiv: ro  Cântă fără a se uita la note[7], fr  Il s’écarta pour le laisser passer „Se îndepărtă ca să-l lase să treacă”[6];
- verb la gerunziu: ro  Vine alergând[7], en  Mike hurt his hand playing badminton „Mike s-a rănit la mână jucând badminton”[17].

În română se mai găsesc și CC exprimate prin adjectiv (De mică era talentată la desen), prin interjecție (Vine pâș-pâș), prin verb la supin: Umbla după cerșit.

## Construcții cu complement circumstanțial
Construcțiile cu CC exprimate prin adverbe și prin verbe sunt simple. Contrucțiile cu substantive, cuvinte substantivate și pronume sunt asemănătoare celor cu complement indirect, putând fi diferite de la o limbă la alta.

### Construcții cu adverbe
De cele mai multe ori, CC exprimat prin adverb se leagă de regentul său fără adpoziție, adică prepoziție în unele limbi, ca româna, sau postpoziție în altele, ca maghiara. Exemple:
- ro  Vino mâine![7];
- fr  Hâte-toi lentement „Grăbește-te încet”[6];
- en  My friend came yesterday „Prietenul meu a venit ieri”[18];
- cnr  Ovđe nema mjesta „Aici nu este loc”[19];
- hu  Gyakran kapok hírt felőle „Primesc deseori știri despre el/ea”[20].

Uneori, adverbul, se construiește cu prepoziție:
- ro  Pe unde scoți cămașa?[21];
- fr  Partons d’ici „Să plecăm de aici”[6];
- en  Planes take off from here „Avioanele decolează de aici”[22].

În maghiară, unele adverbe de loc și de timp pot primi desinențe cazuale care corespund cu prepoziții în alte limbi: Kintről jött „A venit de afară”. Altele primesc o asemenea desinență și se folosesc în același timp și cu o postpoziție: holnaptól fogva „de mâine”.

### Construcții cu verbe la forme nominale
Verbul la gerunziu se construiește fără adpoziție. În limba franceză îi corespund două moduri, unul numit participe, iar cealalt – gérondif. Acesta are în forma sa o prepoziție, totdeauna aceeași, en, care este de fapt un morfem al acestei forme verbale. Exemple:
- ro  Primind scrisoarea, a răspuns imediat[7];
- fr  On s’instruit en voyageant „Ne instruim călătorind”[6];
- en  We sat there waiting patiently „(Noi) ședeam acolo așteptând cu răbdare”[25];
- cnr  Čita zastajkujući „Citește întrerupându-se”[26];
- hu  Az iskolába menve beszélgettek „Stăteau de vorbă mergând la școală”[27].

CC exprimat prin verb la infinitiv se construiește totdeauna cu prepoziție în româna actuală: Am recitit cartea pentru a o înțelege. În franceză este construit mai ales cu prepoziție (On commença par l’interroger „S-a început prin a-l interoga”), dar CC de scop al verbelor de mișcare este fără prepoziție: Il mène son cheval boire à la fontaine „Își duce calul să bea la fântână”. În mod analog se construiește acest CC și în maghiară, fără postpoziție (Megyek bevásárolni „Merg să fac cumpărături”), construcție a infinitivului generală în această limbă.
CC exprimat prin verb la supin în română este totdeauna cu prepoziție: Umbla după cerșit.

### Construcții cu substantive și substitute ale acestora
În privința construcțiilor cu substantive, alte cuvinte folosite cu valoare de substantiv și pronume există o diferență generală între limbile fără declinare și cele cu declinare. În primele, aceste cuvinte exprimă CC cu sau fără adpoziție. În cele din urmă, CC este totdeauna la un anumit caz, fie că este cu sau fără adpoziție.
Româna este o limbă cu declinare relativ redusă. Majoritatea CC se construiesc cu prepoziții care cer cazul acuzativ. Forma acestuia fiind la relativ puține cuvinte diferită de cea a nominativului, majoritatea construcțiilor cu CC se apropie de cele din limbile fără declinare (ex. În casă nu e cald). În număr mic sunt și CC construite cu prepoziții și locuțiuni prepoziționale care cer genitivul: împrejurul turnului, în fața coloanei. Există și CC fără prepoziție la acuzativ (Cărțile apărute anul trecut s-au epuizat deja) și, mai rar, la dativ, numai în construcții stabile: S-a oprit locului.
Engleza este o limbă fără declinare. Are unele CC cu prepoziție (The coat was over his arm „Paltonul era (ținut) pe braț”) și altele fără prepoziție: The conference is every year „Conferința are loc în fiecare an”.
Nici franceza nu are declinare. Majoritatea CC sunt cu prepoziție sau locuțiune prepozițională: Il conduit avec prudence à cause du verglas „Conduce cu prundență, din cauza poleiului”. Se contruiesc fără prepoziție CC de măsură și unele de timp (Ce meuble mesure deux mètres „Mobila asta măsoară doi metri”, Il reviendra la semaine prochaine „Se va întoarce săptămâna viitoare”), cele exprimate prin două pronume conjuncte (clitice), en și y, precum și cel exprimat prin pronumele relativ dont: Il est resté dans son bureau toute la journée et vient juste d’en sortir „A stat în birou toată ziua și tocmai a ieșit (din el / de acolo)”, Il a un grand jardin, il y cultive des légumes „Are o grădină mare, cultivă legume în ea”, Je connais le pays dont il vient „(Eu) cunosc țara din care vine”. Pronumele en și y se folosesc și în contrucții de scoatere în evidență a unei părți din propoziție, anticipând sau reluând un CC exprimat printr-un cuvânt cu sens lexical: Son enfer, elle en est revenu „Din infernul ei s-a întors”, À Paris, moi, je n’y vais jamais „La Paris eu nu merg niciodată”, J’y suis allé souvent, à Amsterdam „Am fost de multe ori la Amsterdam”.
Limbile din diasistemul slav de centru-sud (bosniacă, croată, muntenegreană, sârbă, prescurtat BCMS) au o declinare relativ dezvoltată. Au CC fără prepoziție la mai multe cazuri:
- genitiv: sr  Grad je razrušen zemljotresom godine 1667 „Orașul a fost distrus de cutremur în anul 1667”[32];
- dativ: hr  Prišao sam krevetu „M-am apropiat de pat”[15];
- acuzativ: hr  Jedno vrijeme slao sam ispravke i odgovore „O vreme am trimis corecturi și răspunsuri”[15];
- instrumental: cnr  Dugo smo šetali ulicama „Ne-am plimbat mult pe străzi”[19].

Când CC sunt construite cu prepoziții, acestea cer anumite cazuri:
- genitiv: sr  Meč je prekinut zbog kiše „Meciul a fost întrerupt din cauza ploii”[32];
- dativ: cnr  Zaputio sam se prema izlazu iz dvorane „Am pornit către ieșirea din sală”[33];
- acuzativ: hr  Na vratima se pojavi Ema „La ușă apare Ema”[15];
- instrumental: bs  Sjedim sam u vinogradu pred kolibom „Șed singur în vie, înaintea colibei”[34];
- locativ: u vinogradu „în vie” din exemplul precedent.

Unele prepoziții de loc se folosesc cu două cazuri, în funcție de sensul verbului regent. Dacă nu exprimă o deplasare spre locul respectiv, cazul este instrumentalul sau locativul (în exemplele de mai sus), dar dacă verbul exprimă o astfel de deplasare, aceleași prepoziții se folosesc cu acuzativul: bs  Zamandalih vrata i uđoh u kuću „Zăvorâi poarta și intrai în casă”, cnr  Śutra svi dođite pred školu „Mâine veniți cu toții în fața școlii”.
Maghiara are o declinare și mai dezvoltată. Printre cazurile gramaticale există zece, fiecare cu desinența sa specifică, exprimând cu sensul lor de bază, concret, diverse complemente de loc. Dintre acestea, nouă se diferențiază după cum este vorba de un interior, de o suprafață sau de proximitatea unui loc, și după cum regentul exprimă o deplasare către locul respectiv, dinspre locul respectiv, sau nu exprimă o asemenea deplasare (vezi Declinarea). Majoritatea acestor CC sunt exprimate numai prin desinențe, dar altele, nu numai de loc, sunt exprimate prin postpoziții. Majoritatea postpozițiilor de loc au de asemenea câte trei variante în funcție de sensul regentului. Majoritatea postpozițiilor cer cuvinte cu desinența zero, considerate a fi la nominativ, iar unele cer cuvinte la alte cazuri. Exemple:
- fără postpoziție, la cazul superesiv, care exprimă ideea „pe o suprafață”, cerut de un verb care nu exprimă o deplasare spre sau dinspre acel loc: A sarkon várlak titeket „Vă aștept la colțul străzii”[20];
- cu postpoziție, la nominativ: Az autót a gyógyszertár mögött hagytam „Am lăsat mașina în spatele farmaciei”[20];
- cu postpoziție, la instrumental: A mozival szemben van egy kávéház „Vizavi de cinema este o cafenea”[36].

În maghiară, pronumele personale au forme supletive care exprimă complemente circumstanțiale. Sunt alcătuite din desinențe cazuale sau din postpoziții la care se adaugă sufixe personale posesive corespunzătoare adjectivelor posesive din alte limbi: Jöjjön fel hozzám egy kávéra „Veniți la mine la o cafea”, Egy idős úr ült le mellénk „Un domn în vârstă s-a așezat lângă noi”.

## Structuri de complement circumstanțial
În unele gramatici se dă și o tipologie a CC după structura lor, în afara legăturii lor cu regentul. În acest sens există CC simplu, exprimat printr-un singur cuvânt cu sens lexical, inclusiv dacă este însoțit de o adpoziție, și CC format din mai mult de un cuvânt, fără a lua în considerare o eventuală adpoziție, între care există un raport de coordonare sau de subordonare, ori sunt sintagme fixe. Aceste combinații sunt de luat ca un singur CC. După Constantinescu-Dobridor 1998 există în afară de CC simplu:
- CC complex, alcătuit dintr-o parte de vorbire cu sens lexical, precedată de un adverb de mod care poate fi de precizare, de întărire, de restricție sau de aproximație : Chiar acolo s-a dus[38];
- CC multiplu, exprimat prin două sau mai multe cuvinte, reprezentante ale uneia sau mai multor părți de vorbire, aflate în raport de coordonare: en  We can meet here or in town „Ne putem întâlni aici sau în oraș”[39];
- CC dezvoltat, construcție alcătuită de un verb la un mod nepersonal și o parte de vorbire nominală: Devenind arhitect, se afla mereu pe șantier[38].

Kálmánné Bors și A. Jászó 2007 ia de asemenea în seamă CC multiplu și CC dezvoltat, pe lângă care mai tratează:
- CC dublu, format dintr-un cuvânt repetat, care exprimă un punct inițial și unul final: hu  évről évre „an după an”, lépésről lépésre „pas cu pas”;
- CC legate, dintre care unul precizează sensul celuilalt: hu  ott lenn „acolo jos”, mához egy hétre „de azi într-o săptămână”.

## Propoziții cu mai multe decât un CC
Într-o propoziție pot fi mai multe decât un CC, fără raport între ele, în afară de faptul că sunt subordonate aceluiași regent. Aceste CC sunt de regulă de tipuri diferite :
- ro  Ulciorul nu merge de multe ori la apă[40];
- fr  Le capitaine Pieter Van Deyssel se pencha par-dessus son ventre pour poser le jeu de tarot devant Robinson „Căpitanul Pieter Van Deyssel se aplecă peste burta sa, ca să pună jocul de tarot înaintea lui Robinson” (Michel Tournier)[41];
- en  Today the train left on time „Astăzi trenul a plecat fără întârziere”[42];
- hr  Poslije večere odlaze u crkvu „După cină (ei/ele) merg la biserică”[15];
- hu  Sosem voltunk Kuala Lumpurban „(Noi) n-am fost niciodată la Kuala Lumpur”[43].

## Sinonimie sintactică
Același sens poate fi purtat uneori de două CC de același tip, dar construite diferit, ori de un CC și o altă entitate sintactică.
Poate fi vorba de exprimarea diferită a aceluiași CC. În română se întâlnește exprimarea CC cu două forme verbale nominale diferite : Obosit (fiind) / Obosind, el s-a culcat (participiu / gerunziu). Sunt și cazuri de echivalență între o construcție fără prepoziție și una cu prepoziție. În română, în ambele se folosește substantivul la acuzativ (Trec pe la tine săptămâna / în săptămâna viitoare), în BCMS – la cazuri diferite : cnr  ove nedelje (genitiv) / u ovoj nedelji (locativ) „în săptămâna asta”.
Poate exista echivalență și între CC și altă parte de propoziție. De pildă, în română, aceasta poate fi elementul predicativ suplimentar : Apa curge liniștit (CC) / liniștită (EPS).
CC de mod comparativ exprimat printr-un substantiv, sau un CC de cauză de tipul de + adjectiv poate fi completat de o propoziție subordonată de tipul ce + o formă a verbului a fi, folosită pentru sublinierea a ceea ce exprimă substantivul sau adjectivul respectiv : A procedat ca un prost (ce e), Plângea de supărată (ce era).
Mai frecvente sunt cazurile de sinonimie între CC și propoziția circumstanțială de același tip. Astfel, CC exprimat printr-un substantiv nume de acțiune poate fi dezvoltat într-o propoziție în care predicatul este verbul din care este derivat substantivul : Ne-am întâlnit la deschiderea expoziției / când s-a deschis expoziția. Există și cazuri de dezvoltare a CC exprimat prin verb la infinitiv. Subordonata este preferată în română : Am recitit cartea pentru a o înțelege / ca s-o înțeleg. Și în franceză există o astfel de echivalență, fiind preferat infinitivul : Vous pourrez participer à la compétition à condition de vous entraîner / à condition que vous vous entraîniez „Veți putea participa la competiție cu condiția să vă antrenați”.

## Exemple de CC după tipul lor semantic
Dintre multele tipuri de CC care se pot delimita din punct de vedere semantic, iată exemple pentru cele reținute de Avram 1997 și Constantinescu-Dobridor 1998:
- de loc: ro  Merge (până) la scoală[7], fr  Ils se sont rencontrés au Québec „S-au întâlnit în Québec”[6];
- de timp: ro  Ia zilnic medicamente, en  When are you coming back? „Când te întorci?”[48];
- de mod:
  - propriu-zis: ro  Vorbește bine, cnr  Nekako ćemo se snaći „O să ne descurcăm cumva”[19];
  - de măsură: ro  Temperatura a crescut la 35°, hu  Átlagon felül okos „Este inteligent(ă) peste medie”[49];
  - comparativ ro  E (la fel de) mare cât tine, fr  Il travaille mieux que son frère „Lucrează mai bine decât fratele său”[50];
- de cauză: ro  Am greșit din neatenție, en  The match is off because of the weather „Meciul este anulat din cauza vremii”[51];
- de scop: ro  Hai la cumpărături!, sr  Sastali smo se radi dogovora „Ne-am întâlnit pentru acord”[32];
- consecutiv: ro  Muncește până la epuizare, cnr  Smijali smo se do suza „(Noi) am râs până la lacrimi”[19];
- instrumental: ro  Poc cu ciocanul!, hu  Pista vonattal érkezett „Pista a sosit cu trenul”[52];
- sociativ: ro  I-am invitat pe toți cu familiile lor, bs  Ona nije govorila o tom s Muharemagom „Ea nu a vorbit despre asta cu Muharemaga”[53];
- de relație: ro  A crescut în înălțime, hu  Érzelmileg eltávolodtak „Sentimental s-au înstrăinat”[52];
- condițional: ro  Având răbdare ai să afli la timpul cuvenit, fr  Appelez-moi en cas de besoin „Chemați-mă în caz de nevoie”[6];
- concesiv: ro  Cu toată supărarea, na o bomboană, cnr  Nastavili su s poslom uprkos nevremenu „Au continuat treaba în ciuda vremii proaste”[19];
- opozițional: ro  În loc de ieri a venit azi;
- cumulativ: ro  Pe lângă Ion a venit și Maria
- de excepție: ro  Au venit musafirii, afară de tine.